# Одзиси (Хашурский муниципалитет)
Одзиси (груз. ოძისი) — село в Грузии. Находится в Хашурском муниципалитете края Шида-Картли. Высота над уровнем моря составляет 850 метров. Население — 50 человек (2014).